# Matthäus Alber

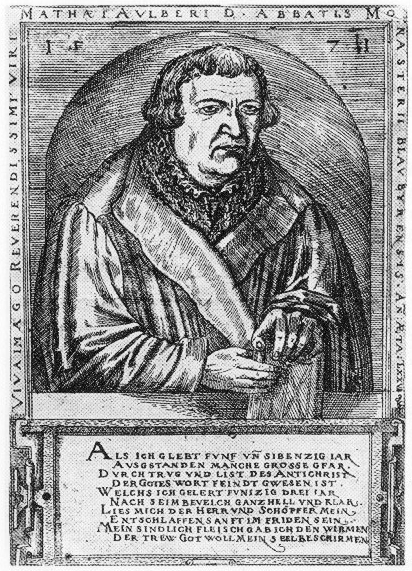
Matthäus Alber (1495-1570)
Gravura de 1571

Matthäus Alber (* 4 de Dezembro de 1495 em Reutlingen; † 2 de Dezembro de 1570 em Blaubeuren) foi pastor, teólogo, humanista e reformador alemão.  Foi amigo de Philipp Melanchthon e oponente de Zwingli com relação à última ceia de Jesus, mas era seguidor de Martinho Lutero, embora com relutância.  A sua tendência reformista se evidenciava na rejeição ao uso de imagens.  Foi pastor em Stuttgart e colaborador de Johannes Brenz (1499-1577).
Matthäus Alber recebeu alguma educação na Escola de Latim em Estrasburgo.  De 1511 a 1513 atuou como assistente da escola primária em sua terra natal Reutlingen.  Estudou em Tübingen respectivamente o curso de Mestre de Artes em 1518 e fez o Doutorado em Teologia em 1539.  Em Freiburg fez o curso Biblicus e Sententiarius, em 1521.  Atuou como sacerdote em Reutlingen de 1521 a 1548, tendo introduzido nessa época a Reforma, instituindo serviços eclesiásticos, abolindo a confissão, administrando a comunhão de ambos os tipos, e removendo imagens das igrejas.  Em 1524 ele se casa.  Quando da aceitação do Interim em 1548, Alber renunciou ao seu cargo na igreja.  Sob a proteção de Ulrich de Württemberg, ele se transfere para Stuttgart onde foi ministro de 1549 a 1563, tendo também atuado como superintendente de um dos quatro distritos de Württemberg.  Foi colaborador de Johannes Brenz na ordem da igreja de Württemberg e em 1563 tornou-se o primeiro abade protestante de Blauberen.